# Haju
Haju (vagy Juha, Nesemiu) az ókori Egyiptom protodinasztikus korának királya volt, aki a Nílus deltavidékén uralkodott a 0. dinasztiával egy időben. Neve a palermói kő királylistáján és néhány alsó-egyiptomi feliraton  szerepel. Nevének jelentése ismeretlen, uralkodásával összefüggő tárgyi lelet eddig nem került elő.

## Fordítás
- Ez a szócikk részben vagy egészben  az   Iucha című német Wikipédia-szócikk ezen változatának fordításán alapul.  Az eredeti cikk szerkesztőit annak laptörténete sorolja fel. Ez a jelzés csupán a megfogalmazás eredetét és a szerzői jogokat jelzi, nem szolgál a cikkben szereplő információk forrásmegjelöléseként.
- Ez a szócikk részben vagy egészben  a   Khayu című angol Wikipédia-szócikk ezen változatának fordításán alapul.  Az eredeti cikk szerkesztőit annak laptörténete sorolja fel. Ez a jelzés csupán a megfogalmazás eredetét és a szerzői jogokat jelzi, nem szolgál a cikkben szereplő információk forrásmegjelöléseként.

| Előző uralkodó: Szeka? | Egyiptom uralkodója i. e. 31. század I. dinasztia | Következő uralkodó: Tiu? |